# Морфей

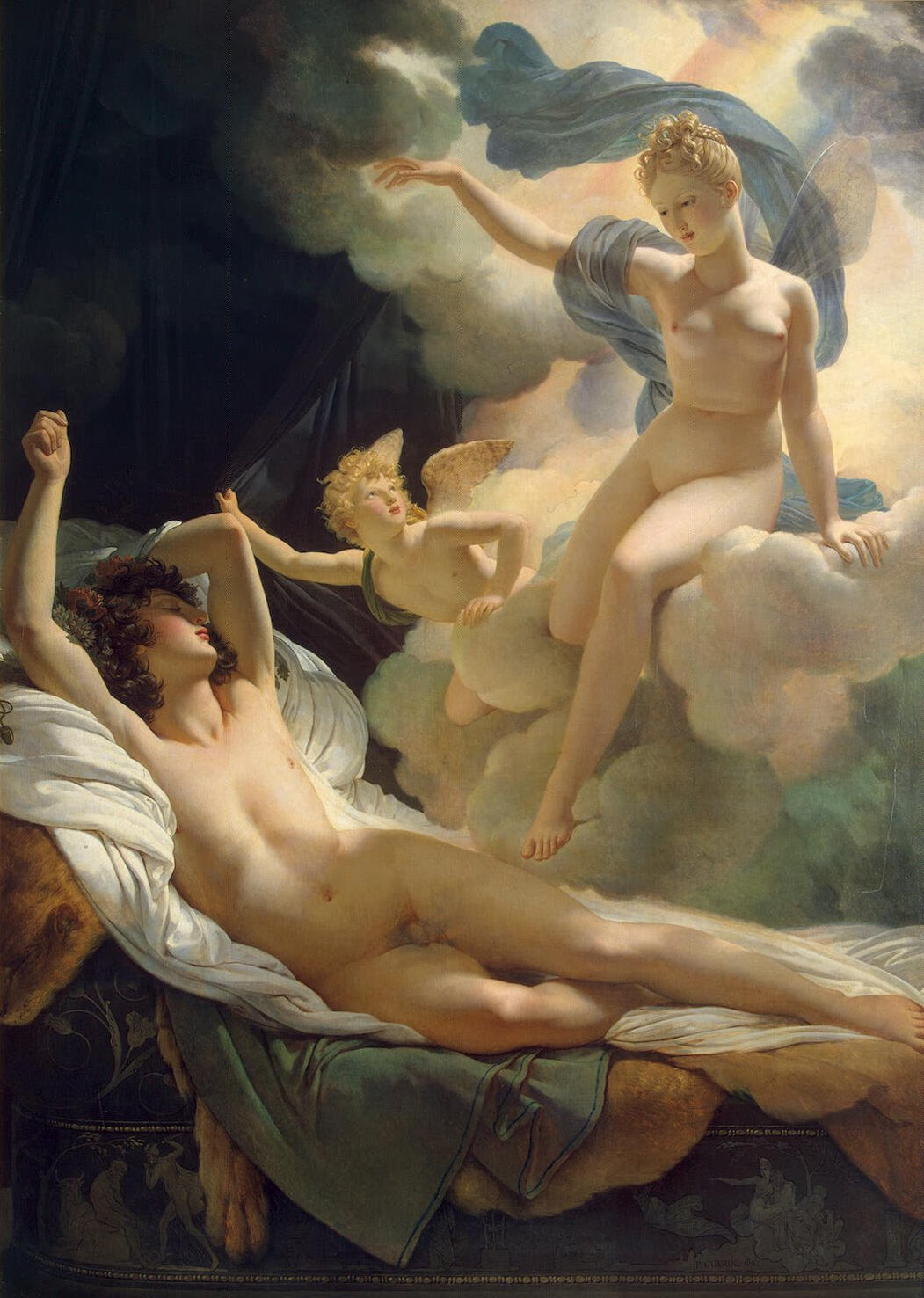
Морфей, Фантас та Ірида. П'єр-Нарсісс Герен, 1811

Морфе́й (грец. Morpheus) — у давньогрецькій міфології бог сновидінь, син Гіпноса. За міфами, Морфей з'являвся людям уві сні в людських образах.
В античному мистецтві Морфея зображували у вигляді чоловіка з крилами; образ бога сновидінь надихав художників пізнішого часу: існують статуї Гудона, Ф. Толстого й ін.
Вислів «бути в обіймах Морфея» означає «спати солодким сном».